# ヒルデブラント
ヒルデブラント（Hildebrand）は、ドイツの伝説に登場する英雄。
ヒルデブラントという名前は、古高ドイツ語と古ノルド語に由来しており、「Hild」は「戦い」を、「brand」は「剣」を意味する。ヒルデブラントはゲルマンとスカンディナヴィアの英雄詩で知られる代表的な戦士であり、著名な3編の詩、すなわち古高ドイツ語で書かれた『ヒルデブラントの歌』、中高ドイツ語で書かれた『ニーベルンゲンの歌』、古ノルド語で書かれた『勇士殺しのアースムンドのサガ』に収録されている『ヒルデブラントの挽歌』などである。また、『デンマーク人の事績』などにも登場している。
『ニーベルンゲンの歌』では彼は武具師であり、ベルンのディートリヒの戦友かつ養父的な友人として登場している。さらに、作中ではクリームヒルトがハーゲンを殺したのに憤激し、彼女を殺害している。
『ニーベルンゲンの歌』よりも時代の古い『ヒルデブランドの歌』では、ヒルデブラントは息子であるハドゥブランドと戦っている。作中、ヒルデブランドがディートリヒに仕えるに先立ち、家に妻と子どもを置き去りにしていた。そして30年後、ヒルデブラントが帰郷してみると、息子のハドゥブラントが領地を治めており、侵略者に対しては軍を率いて戦っていた。慣習に従い、軍を統率するヒルデブラントとハドゥブラントは互いに会見し、近親者との殺し合いは避けなければならなかったため、互いの家系を尋ねあった。ハドゥブラントは、自らを「ヒルデブラントの息子ハドゥブラント」であると名乗る。しかしハドゥブラントはヒルデブラントはすでに死んだと聞かされていたため、目の前の男は父の名をかたり騙そうとしていると思い込む。この後の物語は失われているが、伝説と『勇士殺しのアースムンドのサガ』では物語の結末が語られている。すなわちヒルデブラントは息子を殺すことを強いられ、これにより自分が殺した戦士を描いてきたヒルデブラントの赤い盾に、彼の息子の絵が加えられることになった。
アイスランドに伝わる『ヒルデブラントの挽歌』によれば、ヒルデブラントがいかにして自分の異母兄アースムンドと戦ったかが描かれている。ヒルデブラントは異母兄の手により瀕死の重傷を負い、彼の頭の傍らの地面には息子の絵の描かれた盾が落ちた。彼は異母兄に自分の身体を覆い、きちんと葬って欲しいと頼んだ。
ディートリヒとオドアケルが5、6世紀の歴史上の人物に関連しているにもかかわらず、ヒルデブラント自身は歴史上の人物と特定されていない。